# Honoré Dufin
 (juin 2017).
Si vous disposez d'ouvrages ou d'articles de référence ou si vous connaissez des sites web de qualité traitant du thème abordé ici, merci de compléter l'article en donnant les références utiles à sa vérifiabilité et en les liant à la section « Notes et références ».

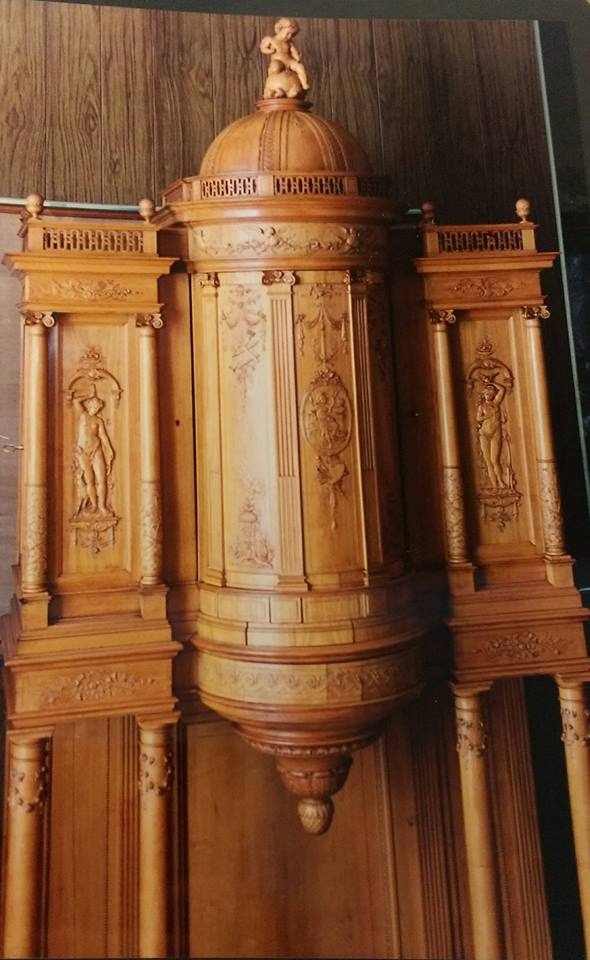
Cabinet attribué à Honoré Dufin, œuvre non sourcée, localisation inconnue.

Honoré Dufin, né le 16 juin 1836 à Loupia et mort le 5 janvier 1893 à Lyon, est un sculpteur, ébéniste et tapissier français.
Il travaillait essentiellement la sculpture du bois pour créer des meubles de style néo-renaissance.

## Biographie
Honoré Dufin s’installe à Lyon en 1876 et y ouvre son magasin au no 8 rue Saint-Dominique. Son atelier est situé sur la place des Célestins de 1880 à 1894. Sa deuxième boutique, au no 49 rue de la République, expose des meubles[réf. nécessaire].
Il reçoit des récompenses lors des expositions françaises et internationales, et devient officier d'académie en 1890[réf. nécessaire].
Honoré Dufin meurt le 5 janvier 1893 en son domicile au  no 15, quai de la Guillotière  dans le 3e arrondissement de Lyon. Ses boutiques seront reprises en 1900 par Henri Bonjour, créateur de magasins d’ameublement, le nouveau magasin situé au no 29 rue de la Liberté se nommant alors Au Colosse de Rhodes[réf. nécessaire]. Vers 1900, Roubo lui dédie un ouvrage[réf. nécessaire], reconnaissant l'influence de Dufin sur son art.
Dufin accorde une grande attention à la finesse de la décoration par son art statuaire. Il affectionne le bois de noyer pour ses qualités de finesse, de résistance et de couleur. 
D'après les archives municipales de Lyon[réf. nécessaire], son testament prévoyait la création d’un prix annuel à décerner à l’élève le plus méritant de la section sculpture de l’École des beaux-arts de Lyon. 

## Œuvres
Sa production la plus connue[Où ?] est une chambre en noyer comprenant un lit d’une place, une table, un secrétaire et deux chaises en cabriolet de style Louis XVI[réf. nécessaire]. 
La partie supérieure de son cabinet en noyer de La Musique s'ouvre par un vantail animé de scènes de putti et sculpté de rinceaux feuillagés. L'intérieur est orné de marqueterie de bois exotiques aux attributs de musique à fond de palissandre et satiné, découvrant un caisson à deux rangs de tiroirs décorés de paniers fleuris.[réf. nécessaire]